# Fiesta (Raffaella Carrà)
Fiesta è l'ottavo album della cantante italiana Raffaella Carrà, pubblicato nel 1977 dall'etichetta discografica CGD.

## Il disco
Album dai suoni prettamente eurodisco, contiene Fiesta (cantata in spagnolo), una delle canzoni "simbolo" della soubrette. Raffaella Carrà è stata nominata per i Canadian Disco Awards per questo album.
- Ma ne sai più di me è stato reinciso con un testo diverso nell'album Applauso cambiando il titolo in A parole.[3]

Fotografie di Chiara Samugheo
Dal 16 giugno 2023 l'album è disponibile su tutte le piattaforme digitali tra cui Spotify.

## Versioni internazionali
Oltre a un singolo per il mercato italiano venduto anche all'estero, dall'album ne sono stati estratti altri per il mercato ispanico ed internazionale tutti con diversi lati B:
- Fiesta/Soñando contigo - Lato B è Dreamin' of You, cantato in inglese [5]
- Fiesta/Melodia - Lato B, cantato in italiano [6]
- Fiesta/En el amor todo es empezar - Lato B è A far l'amore comincia tu, tradotto e cantato in spagnolo [7]
- Fiesta/Volvere - Lato B è Tornerai, tradotto e cantato in spagnolo.[8]

L'album è stato distribuito in Spagna, con artwork e tracklist differenti (CBS S 82071). Sono state aggiunte le versioni in spagnolo di A far l'amore comincia tu, Forte forte forte e 5353456, omettendo i brani Non dobbiamo litigare più, Mi sento bella e Il presidente, presenti nella versione italiana. 

In Canada è stata distribuita una versione adattata in Francese (unico album della cantante ad avere un adattamento in questa lingua) e con una artwork unico per questa nazione (CBS PFS 90425)
Alla versione per l'Uruguay (Epic 27.172) del 1978 sono stati aggiunti i brani: Rumores, Tuca Tuca, Felicidad dà dà, T'ammazzerei e Borriquito, mantenendo l'artwork della versione italiana. 
In Argentina, con tracklist e artwork della versione italiana (Epic 47070), i titoli delle tracce sono stati tradotti in spagnolo.
In Israele (CBS 82071) come in Arabia Saudita, Turchia (CBS	82071) e Russia (ristampa su Compact disc CBS 2001804/2 del 2001) è stata distribuita la versione in italiano, ma solo in Israele è stato mantenuto l'artwork originale.

## Tracce
Edizioni musicali Sugar Music.
Lato A
1. Fiesta – 3:23 (testo: Gianni Boncompagni, Luis Gómez Escolar – musica: Franco Bracardi, Paolo Ormi)
2. Dreamin' of You – 4:30 (Gianni Boncompagni, Paolo Ormi)
3. Non dobbiamo litigare più – 3:22 (testo: Gianni Boncompagni – musica: Paolo Ormi, Franco Bracardi)
4. Vola – 4:31 (testo: Gianni Boncompagni – musica: T. Benn Feghali)
5. I Thank You Life – 3:54 (testo: Gianni Boncompagni – musica: Franco Bracardi)

Lato B
1. Mi sento bella – 3:41 (testo: Gianni Boncompagni – musica: Paolo Ormi)
2. How You Doin' – 3:41 (testo: Gianni Boncompagni, Susan Duncan Smith – musica: Gianni Boncompagni, Paolo Ormi)
3. Il presidente – 3:42 (testo: Gianni Boncompagni – musica: Franco Bracardi)
4. Ma ne sai più di me – 3:40 (testo: Gianni Boncompagni – musica: Franco Bracardi)
5. Melodia – 4:05 (testo: Andrea Lo Vecchio – musica: Shel Shapiro)

## Formazione

### Artista
- Raffaella Carrà - voce

### Musicisti
- Shel Shapiro - arrangiamenti e direzione orchestrale in Vola e Melodia
- Paolo Ormi - chitarra, pianoforte, percussioni, arrangiamenti e direzione orchestrale
- Enzo Restuccia - batteria, percussioni[1]
- Massimo Bartoletti, Alberto Corvino, Nino Culasso, Ernesto Pumpo - trombe
- Silvestro Catacchio, Giuseppe Gabucci, Camillo Grasso, Milena Costisella, Paolo Mezzaroma, Fernando Baratta - archi
- Rita Mariano, Patrizia Neri, Isabella Sodani - cori

## Classifiche
| Classifica (1978) | Posizione massima |
| ----------------- | ----------------- |
| Italia            |                   |
| Spagna            | 1                 |
| Francia           | 1                 |